# Râul Valea lui Brusture
Râul Valea lui Brusture este un curs de apă, afluent al râului Bădeni. 